# Cantó d'Angulema-Oest
El cantó d'Angulema-Oest és un cantó francès del departament del Charente, situat al districte d'Angulema. Compta amb part del municipi d'Angulema.

## Municipis
- Angulema (part occidental)